# Parafia Narodzenia Najświętszej Maryi Panny w Pasłęku
Parafia Narodzenia Najświętszej Maryi Panny w Pasłęku – parafia greckokatolicka w Pasłęku, w dekanacie elbląskim eparchii olsztyńsko-gdańskiej. Założona w 1959.